# Llano de Bureba
Llano de Bureba es una localidad y un municipio situados en la provincia de Burgos, comunidad autónoma de Castilla y León (España), comarca de la Bureba, partido judicial de Briviesca, ayuntamiento del mismo nombre.

## Geografía
Tiene un área de 15,13 km² con una población de 73 habitantes (INE 2008) y una densidad de 4,81 hab/km².
El municipio de Llano comprende la localidad de Movilla y la antigua granja de El Moscadero.
Carreteras locales BU-V-5103 y BU-V-5108.

## Historia
El pueblo, fundado en el lugar en el que hoy se encuentra, estuvo bajo la autoridad y posesión del conde Don Sancho García quien lo donó con sus dos iglesias de San Martín y San Juan, con su palacio y tierras al citado Monasterio de San Salvador. 
Bajo el dominio y jurisdicción de este monasterio permaneció hasta 1739 en el que Solas pagó un alto precio por recobrar su derecho civil, dado por el Rey Felipe V, que le otorga el título de villa con los derechos y obligaciones correspondientes, pero con la libertad de administrarse por sí mismo. 

### Solas de Bureba
Antiguamente esta localidad tenía el nombre de Solas de Bureba, pero debido a la confusión que creaba por su similitud y cercanía geográfica con la localidad de Salas de Bureba, cambió su nombre en el mes de mayo de 1948. Con ese motivo se hizo una celebración especial, con diferentes hechos religiosos y civiles; y en especial hubo una corrida de novillos en la que participaron como espadas algunos jóvenes de la localidad.  
Se le dio dicho nombre por la situación geográfica de su territorio que es en su mayor parte plano o llano. 
A la caída del Antiguo Régimen queda constituida como ayuntamiento constitucional denominado Solas de Bureba en el partido Briviesca, región de Castilla la Vieja, contaba entonces con 63 habitantes.

## Economía
Esta localidad tiene su economía basada en el cultivo de cereales, principalmente trigo, cebada y girasol, como el resto de las poblaciones de la comarca de la Bureba.
A mediados del siglo XX el pueblo empieza a prosperar económicamente, sobre todo con la incorporación de la maquinaria que se introduce masivamente por la realización de la concentración parcelaria, siendo uno de los primeros pueblos de La Bureba en hacerla. Al mismo tiempo se produce el éxodo masivo de la población hacia zonas urbanas, principalmente en Bilbao y Burgos, dado que la mecanización requería muy poca mano de obra. Esta despoblación ha continuado hasta la actualidad, y sólo se ve alterada los fines de semana y las vacaciones, en que los habitantes originarios regresan a su pueblo. 
Hasta la mitad del siglo XX los habitantes del pueblo producían en las fincas que rodean el conjunto de las bodegas, abundantes frutas y uvas con las que se producía vino chacolí con el que se autoabastecían para todo el año. Estas bodegas familiares existen en una ladera cercana al pueblo, a unos 500 metros de distancia en dirección oeste. Todavía hoy en día se pueden apreciar algunas viñas que se han vuelto a plantar. Son aproximadamente unas 40 bodegas excavadas en roca o en arcilla,  probablemente de época medieval,  encima de las cuales se han construido merenderos muy bien acomodados y que constituyen uno de los atractivos del pueblo. A estas bodegas se puede acceder cómodamente por una carretera pavimentada, a las cuales también se les ha llevado el agua potable y el saneamiento.

## Demografía
Llano de Bureba cuenta con una población de 49 habitantes (INE 2024).
| Gráfica de evolución demográfica de Llano de Bureba entre 1842 y 2021 |
| |
| Población de derecho según los censos de población del INE. Población de hecho según los censos de población del INE.En estos censos se denominaba Solas de Bureba: 1842, 1857, 1860, 1877, 1887, 1897, 1900, 1910, 1920, 1930 y 1940. Entre el censo de 1857 y el anterior, crece el término del municipio porque incorpora a Movilla. |

| 1857 | 1877 | 1887 | 1897 | 1910 | 1920 | 1930 | 1940 | 1950 | 1960 | 1970 | 1981 | 1991 | 2001 | 2011 | 2021 |
| ---- | ---- | ---- | ---- | ---- | ---- | ---- | ---- | ---- | ---- | ---- | ---- | ---- | ---- | ---- | ---- |
| 270  | 253  | 210  | 204  | 185  | 189  | 216  | 248  | 286  | 223  | 164  | 98   | 57   | 55   | 69   | 53   |

## Cultura

### Fiestas y costumbres
El 1 de enero se celebra Los aguinaldos en la que los niños recorren el pueblo pidiendo algún regalo por las casas mientras cantan diversas canciones antiguas, alguna de las cuales es la siguiente: «Aguinaldos, aguinaldos, que Dios nos de buen año, arcas de trigo perniles de cochino. Y al que no nos de nada, chinches y sarnas debajo la cama. El esquilín tiene un diente, la campana tiene dos, y al que no nos de nada, mala suerte le de Dios». 
La iglesia parroquial está dedicada a San Martín, cuya imagen preside el retablo mayor. Aunque de orígenes románicos, su traza mayor es de finales del siglo XVI. Frente a su portada se encuentra un moral (morus nigra) desde 1845, pero que fue plantado ocho años antes en un huerto. Así lo señaló curiosamente el cura párroco Ángel Díez, cuando el 15 de abril de ese año anotó en la contraportada del libro 5.º de bautizados de la parroquia (1838-1853) los siguientes datos: «En diez de marzo año de mil ochocientos cuarenta y cinco, se plantó el moral en el rincón del Cementerio en subiendo las escaleras de él a la derecha, producente de una ramita del viejo o grande que existe en dicho Cementerio en frente de la puerta de la iglesia, plantada la ramita por Julián Zaldíbar maestro de primeras letras y vecino de ésta, y a los ocho años se sacó de la huerta y lo plantaron en dicho punto Manuel Martínez, Miguel Rebollo García, Julián Zaldíbar y Ángel Díaz. En dicho año fue muy cruel el invierno, dio principio a nevar el veinte y ocho de Enero, y aún sigue hoy día quince de Abril». Dicho moral a pesar de su edad, está muy bien conservado y proporciona dulces moras.
Sus fiestas patronales se celebraron tradicionalmente el día 14 de septiembre, fiesta de la "Exaltación de la Santa Cruz", pero por cuestiones prácticas se celebran coincidiendo con el segundo fin de semana del mes de septiembre.

## Monumentos y lugares de interés

### Parroquia
Iglesia católica de San Martín Obispo, dependiente de la parroquia de Poza de la Sal en el Arcipestrazgo de Oca-Tirón, diócesis de Burgos.